# Załużany (rejon samborski)
Załużany (ukr. Залужани) – wieś na Ukrainie, w obwodzie lwowskim, w rejonie samborskim. W 2001 roku liczyła 386 mieszkańców.
Do 1946 roku miejscowość nosiła nazwę Tatary (ukr. Татари).